# مانوئل پانارو
مانوئل پانارو (انگلیسی: Manuel Panaro؛ زادهٔ ۲۸ دسامبر ۲۰۰۲) بازیکن فوتبال است.